# Kenneth MacMillan
Kenneth MacMillan (11 de diciembre de 1929, Dunfermline - 29 de octubre de 1992, Londres) fue un coreógrafo y bailarín británico.
Después de estudiar en la escuela del Sadler's Wells Theatre, bailó en varias de sus compañías de ballet a partir de 1946. Su primera coreografía y obra fue Somnambulism de 1953, seguida de Danses concertantes en 1955. Su coreografía del ballet Romeo y Julieta, estrenada por Margot Fonteyn y Rudolf Nuréyev en 1965, obtuvo gran resonancia internacional.
Fue director de danza de la Ópera Alemana de Berlín entre 1966 y 1969. En 1970, fue designado director del Ballet Real en sustitución de Frederick Ashton y en 1977 renunció al cargo para volverse coreógrafo principal de la compañía. Entre sus ballets más importantes se encuentran Anastasia (1971), L'histoire de Manon y Elite Syncopations, ambos  de (1974), Requiem (1976), Mayerling (1978), Isadora (1981), The Prince of the Pagodas (1989) y The Judas Tree (1992).
El 29 de octubre de 1992, sufrió un fulminante ataque al corazón mientras se encontraba tras bastidores durante una reposición de su ballet Mayerling en el Covent Garden de Londres. Al concluir la función, su fallecimiento fue anunciado desde el escenario y se le pidió al público que abandonara la sala en silencio.
- Datos: Q661555
- Multimedia: Kenneth MacMillan / Q661555